# Meskhenet

Meskhenet i mänsklig form, med en livmoder från en ko över huvudet.

Meskhenet (även stavat Mesenet, Meshkent och Meskhent) var i egyptisk mytologi barnafödandets gudinna och även den som gav barnen deras Ka. Hennes namn betyder födelseplats och hon dyrkades redan från starten av det forntida Egypten. Hon avbildades antingen som en kvinna, då med symbolen för en kos livmoder ovanför huvudet, eller som en mursten med människohuvud.